# Fontaines D.C.
I Fontaines D.C. sono un gruppo musicale post-punk irlandese, formatosi a Dublino nel 2014.
Il loro album di debutto, Dogrel, acclamato dalla critica, è stato nominato "Album dell'anno del 2019" dalla Rough Trade Records e da BBC Radio 6 Music ed è stato candidato al Premio Mercury. Il secondo album, A Hero's Death (2020), è stato candidato al premio "Migliore album rock" ai Grammy Awards 2021.

## Storia
Carlos O'Connell, Conor Curley, Conor Deegan, Grian Chatten e Tom Coll si sono incontrati al British and Irish Modern Music Institute di Dublino. Uniti dal comune interesse per la poesia, hanno pubblicato due raccolte di liriche, intitolate Vroom, ispirata ai poeti beat Jack Kerouac e Allen Ginsberg, e Winding, ispirata ai poeti irlandesi Patrick Kavanagh, James Joyce e William Butler Yeats. Il brano "Television Screens" del loro album di debutto Dogrel, inizialmente una poesia, si è poi trasformato in una canzone. Il cantante Chatten, per metà inglese ma cresciuto a Skerries, ha militato nelle band indie rock Gun Runner e Thumbprint, rispettivamente come batterista e chitarrista-cantante.
Il gruppo trae il nome dal personaggio di Johnny Fontane, cantante e stella del cinema, nonché figlioccio di Vito Corleone interpretato da Al Martino ne Il padrino. Originariamente The Fontaines, hanno aggiunto le iniziali "D.C." (che sta per "Dublin City") per distinguersi da una band omonima di Los Angeles.

### Gli esordi
Il gruppo ha esordito pubblicando singoli autoprodotti, Liberty Belle, seguito dallo split Hurricane Laughter / Winter In the Sun. Liberty Belle" è un omaggio a The Liberties, quartiere di Dublino dove vivevano diversi membri della band. Nel 2018 i Fontaines D.C. hanno lanciato il singolo split Chequeless Reckless / Boys In The Better Land e Too Real e a novembre dello stesso anno hanno firmato con la Partisan Records. Il gruppo ha pubblicato alcuni video musicali diretti dal loro collaboratore Hugh Mulhern; il video di Too Real del 2018 è ispirato, tra gli altri, a A Pair of Brown Eyes dei The Pogues e ai Girl Band. Il video della canzone Roy's Tune è stato diretto da Liam Papadachi e trae ispirazione dalle passeggiate notturne di Curley di ritorno a casa dal suo lavoro presso un negozio di burrito.

### Dogrel
Il 12 aprile 2019 la band ha pubblicato il proprio album di debutto, Dogrel per la Partisan Records'. Il titolo è un omaggio al doggerel ("poesia del popolo"), tipo di poesia burlesca irlandese della classe operaia che risale al 1630 e fu resa popolare da William McGonagall e in seguito da Ogden Nash.
La rivista musicale britannica NME definisce Dogrel come "la prossima grande speranza del punk" e "molto di più della tipica ribellione giovanile". The Guardian recensisce l'album con 5 stelle elogiandolo come "il debutto perfetto". Il Times ha affermato che "Le band post-punk stanno facendo un ritorno a sorpresa nel 2019 con questo gruppo irlandese brutale ma articolato, che emerge con uno dei più accattivanti album dell'anno, catturando a pieno la vita di Dublino".
Nel 2019 la band ha intrapreso un tour in Irlanda, Europa e Nord America con gli Shame e con gli Idles; la tournée ha compreso nove concerti al festival South by Southwest, la partecipazione alla trasmissione televisiva The Tonight Show Starring Jimmy Fallon il 1º maggio 2019 e avrebbe dovuto vedere la partecipazione del gruppo alla cinquantesima edizione del Festival di Glastonbury, poi cancellata a causa della pandemia di COVID-19.

### A Hero's Death
Il 31 luglio 2020 esce il secondo album della band, dal titolo A Hero's Death. Il singolo omonimo viene pubblicato il 5 maggio 2020, con un video musicale cui partecipa Aidan Gillen. Chatten ha descritto il singolo come "un elenco di regole per se stessi". Il brano è un omaggio a uno dei loro fan morto di COVID all'inizio della pandemia.
Dal disco sono estratti tre altri singoli: I Don't Belong, Televised Mind e A Lucid Dream. Il 28 gennaio 2021 la band si esibisce nuovamente alla trasmissione The Tonight Show Starring Jimmy Fallon, eseguendo dal vivo A Hero's Death. Il disco viene nominato tra i candidati al premio di Migliore album rock ai Grammy Awards 2021.

### Skinty Fia
Nel gennaio 2022 la band ha annunciato il terzo album in studio, Skinty Fia, pubblicato il 22 aprile seguente. In concomitanza con l'annuncio dell'album, la band lancia il primo singolo, Jackie Down the Line, che sarà seguito dai singoli I Love You, Skinty Fia e Roman Holiday prima dell'uscita dell'album. I Love You, descritta da Chatten come "la prima canzone apertamente politica che abbiamo scritto", debutta al primo posto della classifica britannica dei singoli e della classifica irlandese dei singoli.
Nell'estate del 2022 la band si esibisce in diversi importanti festival musicali europei, tra cui Primavera Sound, Rock Werchter, Sziget, Reading e Leeds e Glastonbury.
Nel giugno 2023 Chatten ha pubblicato il suo album di debutto da solista, Chaos for the Fly. Nel dicembre 2023 la band annuncia un EP in collaborazione con Massive Attack e Young Fathers, intitolato Ceasefire, per raccogliere fondi per Medici senza frontiere a Gaza.

### Romance
Il 17 aprile 2024 la band annuncia il quarto album, Romance, uscito poi il 23 agosto seguente, e contestualmente pubblica il singolo Starburster.
In un'intervista del giugno 2024 con Crack Magazine la band rivela che per Romance ha collaborato con il produttore James Ford, che aveva lavorato con Blur e Arctic Monkeys.

## Formazione

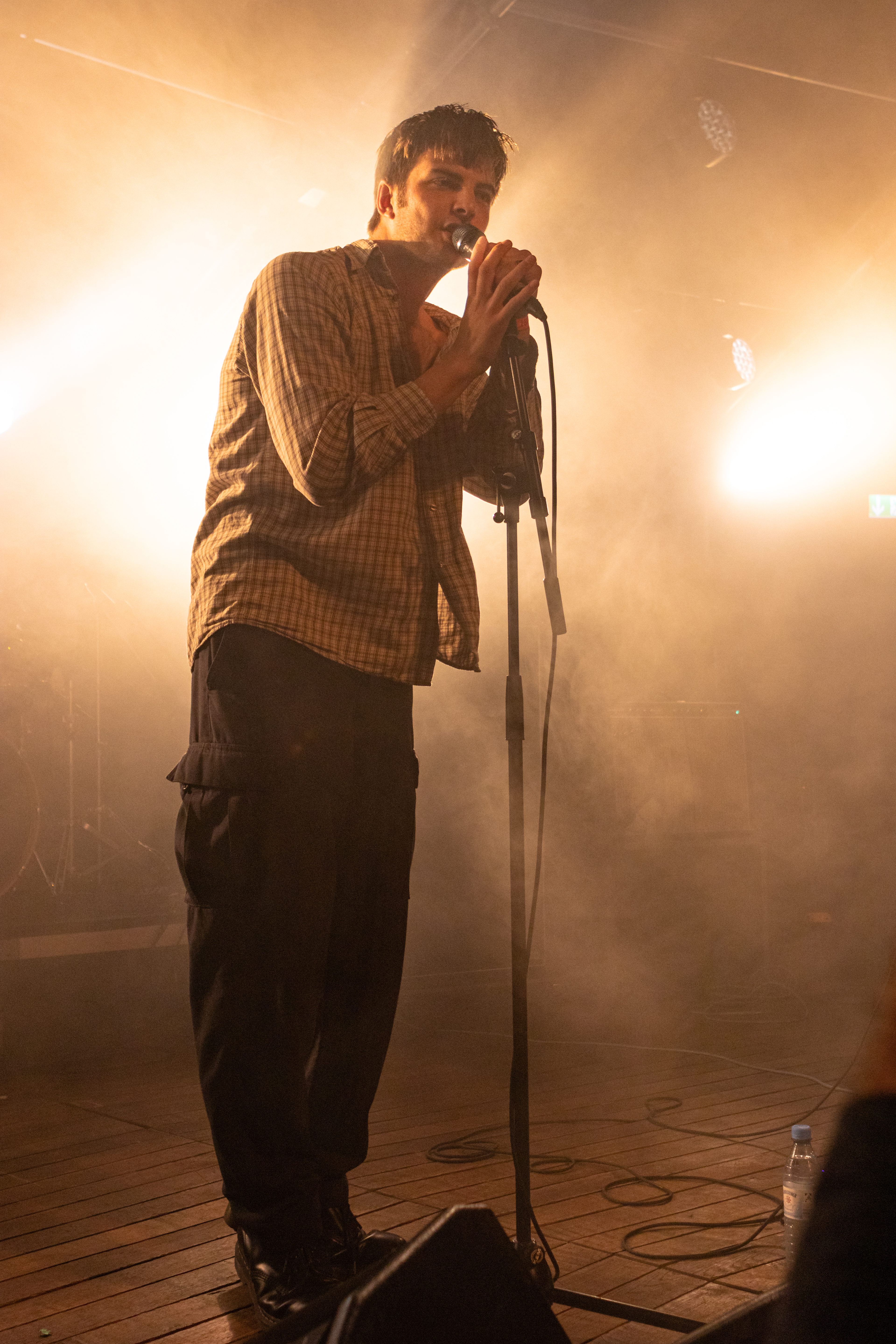
Grian Chatten

- Grian Chatten – voce, tamburello, fisarmonica, chitarra acustica (2014-oggi)
- Conor Curley – chitarra, cori, basso (2014-oggi)
- Carlos O'Connell – chitarra, tastiere, cori (2016-oggi)
- Conor Deegan III – basso, chitarra baritona, tastiere, seconda voce (2014-oggi)
- Chilli Jesson - chitarra, basso, tastiere, cori (2023-oggi)[36]
- Tom Coll – batteria (2014-oggi)

Ex membri
- Josh O'Connor – chitarra (2014–2015)

Ex Turnisti
- Cathal Mac Gabhann – chitarra (2023)[37]

## Discografia

### Album in studio
- 2019 – Dogrel
- 2020 – A Hero's Death
- 2022 – Skinty Fia
- 2024 – Romance

### Album dal vivo
- 2021 – Live at Kilmainham Gaol

### Raccolte
- 2024 – Ceasefire (con Massive Attack e Young Fathers)

### EP
- 2019 – Darklands Versions
- 2020 – A Night at Montrose, Dublin
- 2022 – Skinty Fia Sessions

### Singoli
- 2017 – Liberty Belle/Rocket To Russia[38]
- 2017 – Hurricane Laughter/Winter in the Sun[38]
- 2018 – Chequeless Reckless/Boys in the Better Land
- 2018 – Too Real
- 2019 – Big
- 2019 – Roy's Tune
- 2019 – Sha Sha Sha
- 2020 – A Hero's Death
- 2020 – I Don't Belong
- 2020 – Televised Mind
- 2020 – Wouldn't It Be Nice (Cover)
- 2020 – A Lucid Dream
- 2022 – Jackie Down the Line
- 2022 – I Love You
- 2022 – Skinty Fia
- 2022 – Roman Holiday
- 2024 – Starburster
- 2024 – Favourite
- 2024 – Here's the Thing
- 2024 – In the Modern World

## Libri
- Vroom (auto-pubblicato) – chapbook di poesie
- Winding (auto-pubblicato) – chapbook di poesie

## Filmografia
- 2020 – Sold For Parts (documentario)